# Yvorne
Yvorne ist eine politische Gemeinde im Distrikt Aigle des Kantons Waadt in der Schweiz.

## Geographie
Yvorne liegt auf 454 m ü. M., 1,5 km nordnordwestlich des Bezirkshauptortes Aigle (Luftlinie). Das Dorf erstreckt sich leicht erhöht in den Weinbergen am östlichen Rand des Rhonetals, am Bach Torrent d’Yvorne, am Westfuss der Höhen der Tour d’Aï.
Die Fläche des 12,2 km² grossen Gemeindegebiets umfasst einen Abschnitt des Rhônetals und der angrenzenden Hänge der Waadtländer Voralpen. Im Westen wird das Gebiet durch den kanalisierten Lauf der Rhône, im Süden von ihrem rechten Nebenfluss Grande Eau begrenzt. Von der Rhône erstreckt sich der Gemeindeboden ostwärts über die hier bis zu 4 km breite flache Talniederung. Aus dieser Ebene steigen im Norden die steilen Hänge von Plan Favey und Sex des Nombrieux auf. Bei Yvorne befindet sich am Hangfuss der mit Reben bestandene Akkumulationsbereich des Schwemmmaterials des Torrent d’Yvorne. Östlich des Dorfes erhebt sich der Waldhang von Les Lavanches. Unterhalb der zu Leysin gehörenden Alp Prafandaz wird mit 1540 m ü. M. der höchste Punkt von Yvorne erreicht. Von der Gemeindefläche entfielen 1997 9 % auf Siedlungen, 40 % auf Wald und Gehölze, 48 % auf Landwirtschaft und etwas weniger als 3 % war unproduktives Land.
Zu Yvorne gehören die Weiler Versvey (382 m ü. M.) in der Rhôneebene, Les Rennauds (435 m ü. M.) westlich des Torrent d'Yvorne, Vers-Morey (521 m ü. M.) und Vers-Monthey (550 m ü. M.) oberhalb des Dorfes sowie einige Einzelhöfe in der Rhôneebene. Nachbargemeinden von Yvorne sind Chessel, Roche, Corbeyrier, Leysin und Aigle im Kanton Waadt sowie Vouvry im Kanton Wallis.

## Bevölkerung
Mit 1105 Einwohnern (Stand 31. Dezember 2023) gehört Yvorne zu den kleineren Gemeinden des Kantons Waadt. Von den Bewohnern sind 90,8 % französischsprachig, 3,5 % deutschsprachig und 2,0 % italienischsprachig (Stand 2000). Die Bevölkerungszahl von Yvorne belief sich 1900 auf 872 Einwohner. Im Verlauf des 20. Jahrhunderts nahm die Bevölkerungszahl bis 1970 auf 755 Einwohner ab. Seither wurde wieder ein deutliches Bevölkerungswachstum verzeichnet.

## Wirtschaft
Yvorne war bis in die zweite Hälfte des 20. Jahrhunderts ein überwiegend durch die Landwirtschaft geprägtes Dorf. Noch heute sind über 55 % der im Ort Erwerbstätigen im primären Sektor beschäftigt. Yvorne zählt mit einer Rebfläche von etwas mehr als 160 ha zu den bedeutendsten Weinbaugemeinden des Kantons Waadt. Haupt-Rebsorte ist die Chasselas-Traube, daneben werden auch Pinot-Noir und Gamay-Trauben angepflanzt. Es werden sowohl Rot- als auch Weissweine produziert. Die weite Rhôneebene eignet sich optimal für Ackerbau, Gemüsebau und Obstkulturen. Hier befinden sich zahlreiche grosse Gewächshäuser.
Weitere Arbeitsplätze sind im lokalen Kleingewerbe und im Dienstleistungssektor vorhanden (vor allem Weinkeller und Weinhandlungen). An der Grenze zu Aigle entstand in den letzten Jahren eine kleine Gewerbezone. In den letzten Jahrzehnten hat sich das Dorf zu einer Wohngemeinde entwickelt. Viele Erwerbstätige sind deshalb Wegpendler, die in den grösseren Ortschaften des Rhônetals und in der Region Vevey-Montreux arbeiten.

## Verkehr

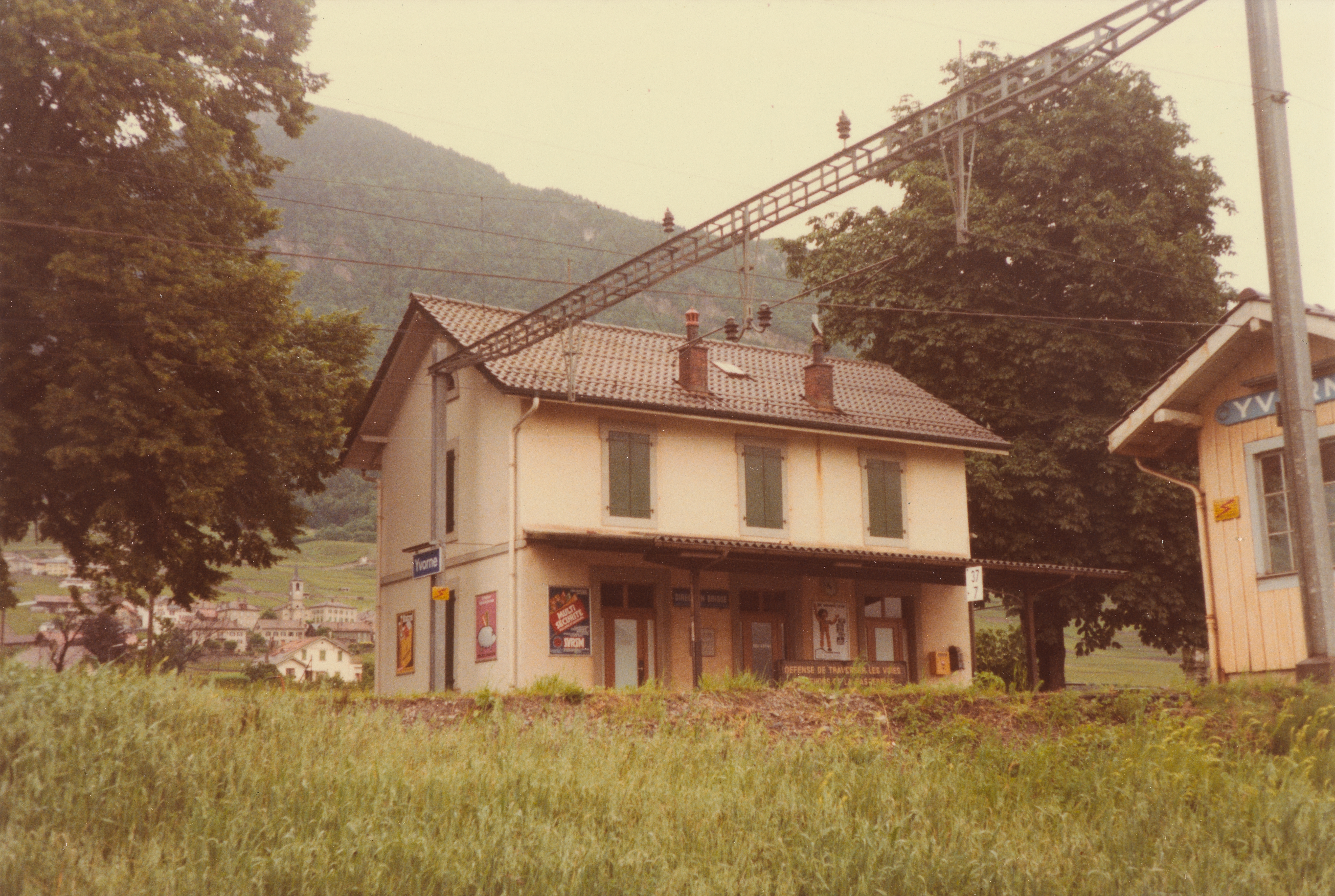
Ehemalige Stationsgebäude bei km 37.7 (1980)

Die Gemeinde ist verkehrstechnisch gut erschlossen. Sie liegt nur wenig abseits der Hauptstrasse 9, die von Lausanne via Montreux ins Wallis führt. Der nächste Autobahnanschluss an die 1970 eröffnete A9 (Lausanne-Sion), welche das Gemeindegebiet durchquert, ist rund 3 km vom Ortskern entfernt. Am 10. Juni 1857 wurde der Abschnitt Villeneuve-Bex der Eisenbahnlinie von Lausanne ins Wallis mit einer Haltestelle in Yvorne eröffnet. Für die Feinverteilung im öffentlichen Verkehr sorgt eine Buslinie, welche die Strecke von Aigle nach Corbeyrier bedient.

## Geschichte

Luftbild (1952)

Wahrscheinlich gab es bereits während der Römerzeit eine Siedlung auf dem Gemeindegebiet. Damals verlief die wichtige Handelsstrasse von Aventicum (Avenches) via Octodurum (Martigny) über den Grossen Sankt Bernhard nach Italien durch Yvorne.
Die erste urkundliche Erwähnung des Ortes erfolgte 1020 unter dem Namen Evurnum. Später erschienen die Bezeichnungen Yvorna (1332) und Yvornaz (1588). Yvorne war seit dem Mittelalter im Besitz der Herren von Aigle, welche seit dem 13. Jahrhundert unter der Oberhoheit der Grafen von Savoyen standen.
Mit der Eroberung der Herrschaft Aigle durch Bern im Jahr 1476 gelangte Yvorne unter die Verwaltung des Gouvernements Aigle. Als Folge eines Erdbebens ereignete sich am 4. März 1584 am Hang oberhalb von Corbeyrier ein Bergsturz, der auch Yvorne schwer in Mitleidenschaft zog und zahlreiche Menschenleben forderte. Mit der Unterstützung von Bern wurde das Dorf Yvorne ab 1608 etwas weiter südlich wiederaufgebaut.
Nach dem Zusammenbruch des Ancien Régime gehörte das Dorf von 1798 bis 1803 während der Helvetik zum Kanton Léman, der anschliessend mit der Inkraftsetzung der Mediationsverfassung im Kanton Waadt aufging. 1798 wurde es dem Bezirk Aigle zugeteilt. Erst 1831 wurde Yvorne mit der Abtrennung von der Grosspfarrei Aigle eine politisch selbständige Gemeinde.

## Sehenswürdigkeiten
Yvorne und seine Weiler Vers-Morey, Vers-Monthey und Les Rennauds haben den Charakter von typischen Winzerdörfern mit eng aneinander stehenden Weinbauernhäusern aus dem 17. bis 19. Jahrhundert bewahrt. Die Kirche stammt ebenfalls aus dem 17. Jahrhundert. Im Weinberg oberhalb des Dorfes steht das Château de Maison Blanche oder Château d’Yvorne, das 1573 erbaut wurde und 11 Jahre später vom Bergsturz verschont wurde. Nach einem Brand 1974 wurde das Schloss mit einem stattlichen Rundturm wiederaufgebaut.

## Persönlichkeiten
- Auguste Forel (1848–1931), Schweizer Psychiater, Hirnforscher, Entomologe, Philosoph und Sozialreformer
- Alphonse Mex (1888–1980), Schriftsteller